# Spinimegopis morettoi
Spinimegopis morettoi – gatunek chrząszcza z rodziny kózkowatych i podrodziny dylążowych (Prioninae).

## Taksonomia
Gatunek ten został opisany w 2003 roku przez Alaina Drumonta jako Megopis morettoi na podstawie czterech okazów odłowionych na równinie Hortan Tenna, którą podano jako lokalizację typową. Epitet gatunkowy został nadany na cześć P. Moretto, który odłowił wszystkie 4 okazy w 1982 roku. Do rodzaju Spinimegopis przeniesiony został w 2007 roku przez Ziro Komiyę i Alaina Drumonta. W obrębie tego rodzaju należy wraz z S. mediocostata i S. cingalensis do grupy gatunków Spinimegopis cingalensis-gruop.

## Opis
Ciało rudobrązowe, owłosione, długości u samicy od 21,5 do 32 mm, a u samca od 21 do 30,5 mm. Głowa nieco szersza niż długa, na czole nieregularnie granulowana, a na ciemieniu delikatnie punktowana. Przedplecze trapezoidalne, nieco pośrodku wklęśnięte, opatrzone małymi i ostrymi kolcami w nasadowej piątej części długości. Tarczka mała, półokrągła. Pokrywy raczej płaskie. Boki pokryw w nasadowych ⅔ prawie równoległe, po czym nieco zwężające się do wierzchołkowej 1/6, a sam wierzchołek zaokrąglony. Odnóża smukłe i stosunkowo krótkie; smuklejsze i krótsze u samicy niż u samca.

## Rozprzestrzenienie
Gatunek endemiczny dla Sri Lanki.